# DKH
Los grados de dureza de carbonatos (dKH o °KH) son una unidad de dureza del agua, específicamente de dureza temporal o de carbonatos. La dureza temporal es una medida de la concentración de carbonatos, como el carbonato de calcio (CaCO3) y el carbonato de magnesio (MgCO3), por volumen de agua. Específicamente, 1 dKH se define como 17,86 miligramos (mg) de carbonato de calcio por litro de agua, es decir, 17,86 ppm. Como un mol de carbonato de calcio pesa 100,09 gramos, 1 dKH es equivalente a 0,17832 mmol por litro.